# باماش بريسكين
باماش بريسكين (مواليد 27 سبتمبر 1986) هو لاعب كرة قدم. يلعب مع منتخب المجر لكرة القدم. سبق له أن لعب في بطولة أمم أوروبا لكرة القدم 2016 مع منتخب بلاده.

## روابط خارجية
- باماش بريسكين على موقع الاتحاد الدولي (مؤرشف)  (الإنجليزية)
- باماش بريسكين على موقع الاتحاد الأوربي (الإنجليزية)
- باماش بريسكين على موقع قاعدة بيانات كرة القدم.إي يو (الإنجليزية)
- باماش بريسكين على موقع ليكيب (الفرنسية)
- باماش بريسكين على موقع ناشيونال فوتبول تيمز (الإنجليزية)
- باماش بريسكين على موقع Soccerbase.com (لاعب) (الإنجليزية)
- باماش بريسكين على موقع Soccerway.com (الإنجليزية)
- باماش بريسكين على موقع عالم كرة القدم.نت (الإنجليزية)
- باماش بريسكين على موقع AS.com (الإسبانية)